# ولومبی، نیو ساوت ولز
ولومبی (به انگلیسی: Wollombi) یک شهرک در استرالیا است که در نیو ساوت ولز واقع شده‌است.